# Slater (Wyoming)
Slater es un lugar designado por el censo ubicado en el condado de Platte en el estado estadounidense de Wyoming. En el año 2010 tenía una población de 80 habitantes y una densidad poblacional de 0.42 personas por km² .En 2023 tenía una población de 65 personas.

## Geografía
Slater se encuentra ubicado en las coordenadas 41°52′39.69″N 104°47′18.96″O / 41.8776917, -104.7886000. Según la Oficina del Censo, la localidad tiene un área total de 191,6 km² (74,0 mi²), de la cual 191,6 km² (74,0 mi²) es tierra y 0 km² (0 mi²) (0.0%) es agua.

### Localidades adyacentes
El siguiente diagrama muestra a las localidades en un radio de 44 kilómetros (27,3 mi) de Slater.

## Demografía
En el 2000 la renta per cápita promedia del hogar era de $97.593, y el ingreso promedio para una familia era de $97.593. El ingreso per cápita para la localidad era de $44.985. En 2000 los hombres tenían un ingreso per cápita de $73.542 contra $21.607 para las mujeres. Ninguno de la población estaba bajo el umbral de pobreza nacional.
En 2023, tenía una población de 65 personas con una edad promedio de 83.4 años y un ingreso familiar promedio de $7,328. Entre 2022 y 2023, la población de Slater, Wyoming, aumentó de 54 a 65 años, un 20.4%, y su ingreso familiar promedio pasó de $7,328 (N/A).